# Bahnhof Hervest-Dorsten
Der Bahnhof Hervest-Dorsten ist ein Durchgangsbahnhof und war einer von sechs Turmbahnhöfen in Nordrhein-Westfalen. Er befindet sich im Stadtgebiet von Dorsten.

## Lage

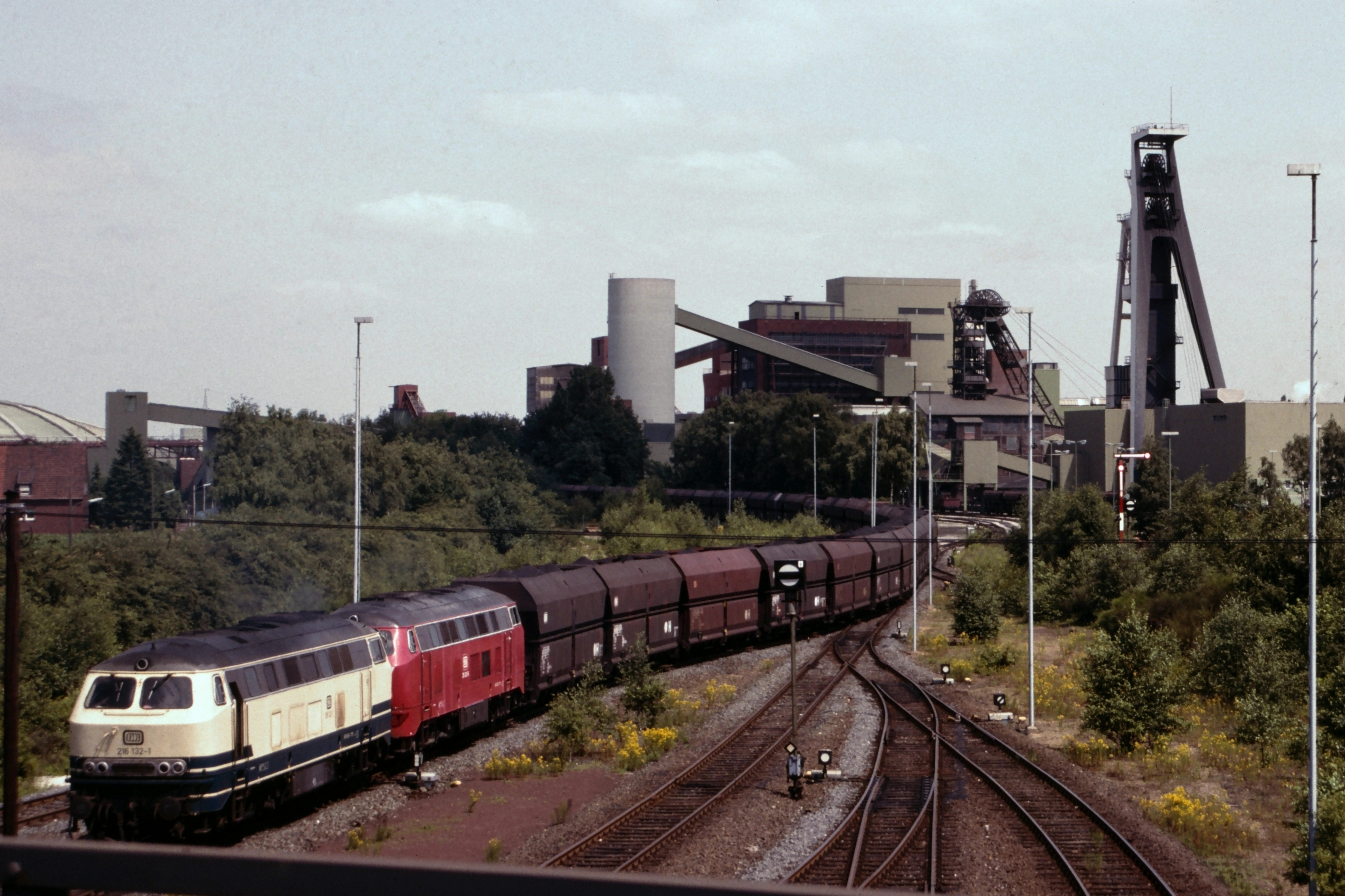
Blick vom oben liegenden Bahnsteig zum Bergwerk Fürst Leopold (1992)

Der Bahnhof befindet sich am nordwestlichen Rand des Dorstener Stadtteiles Hervest. Er liegt etwa anderthalb Kilometer nördlich des Bahnhofs Dorsten. Auf der Strecke vom Dorstener Bahnhof zum Bahnhof Hervest-Dorsten überqueren die Gleisanlagen den Wesel-Datteln-Kanal und die Lippe. Direkt östlich des Bahnhofs befand sich das Steinkohlenbergwerk Fürst Leopold.
Bis 1943 war Hervest als Teil des Amtes Hervest-Dorsten verwaltungsmäßig selbständig und wurde erst dann nach Dorsten eingemeindet. So erklärt sich, warum der Bahnhof nicht den Namen Dorsten-Hervest trägt.

## Schienenwege
Der Bahnhof selbst war Kreuzungspunkt zweier nebeneinander liegenden, eingleisigen Hauptstrecken mit einer ebenfalls eingleisigen Hauptstrecke.
Dabei verlaufen die Strecken Dorsten–Coesfeld und Dorsten–Borken in Nord-Süd-Richtung im oben liegenden Teil. Die stillgelegte Strecke Haltern–Wesel im unten liegenden Teil in Ost-West-Richtung ist zu Beginn der 2010er Jahre zurückgebaut worden. Inzwischen wird auf der ehemaligen Trasse Gewerbe angesiedelt.
Bis Mitte der 1970er Jahre wurde die Verbindung zwischen dem oberen Teil und dem unteren Teil durch eine Kurve im südwestlichen Kreuzungswinkel, direkt über den Bahnhofsvorplatz vor dem Empfangsgebäude, gewährleistet. Aus städtebaulichen Gründen wurde diese Kurve entfernt und durch eine Kurve im südöstlichen Streckenwinkel ersetzt.

### Bahnstrecke Haltern–Venlo

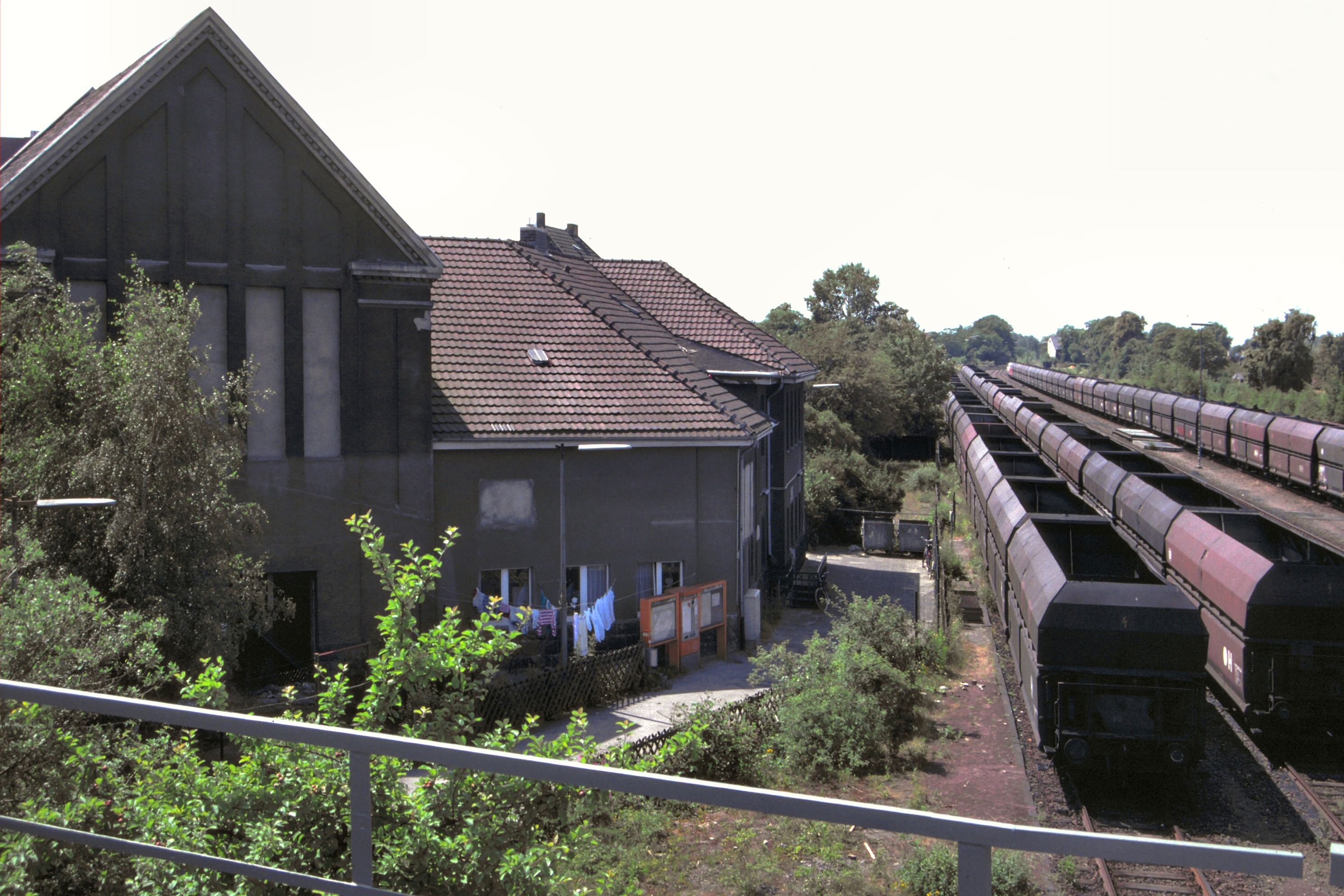
Aufgestellte Kohlezüge im unteren Bahnhofsteil, links die Rückseite des Empfangsgebäudes (1992)

Der Bahnhof wurde am 1. März 1874 eröffnet. An diesem Tag ging die Verbindung durch den unteren Bahnhofsteil in West-Ost-Richtung Wesel–Haltern in Betrieb. Sie war ein Teilstück der sogenannten Venloer Bahn der Köln-Mindener Eisenbahn-Gesellschaft. Die Venloer Bahn bildete den westlichen Teil einer Fernverbindung von der niederländischen Grenze bei Venlo über Wesel, Münster, Osnabrück und Bremen nach Hamburg. Gegen Ende des 19. Jahrhunderts fuhren hier Schnellzüge von Münster über Wesel, Goch und Boxtel nach Vlissingen, wo Schiffsanschluss nach England bestand. Mit der Sprengung der Weseler Rheinbrücke zum Ende des Zweiten Weltkrieges verlor die Strecke sämtliche Bedeutung für den Fernverkehr. Am 1. Oktober 1962 wurde der Personenverkehr zwischen Wesel und Haltern eingestellt. Anfang der 1990er Jahre folgte – bis auf den Bahnhofsbereich – auch der Güterverkehr. Lediglich der Streckenteil bis zum Umspannwerk Lippramsdorf wird für mögliche Trafotransporte als Anschlussgleis betriebsbereit gehalten. Seit dem Ende des Güterverkehrs diente der untere Bahnhof nur noch zur Aufstellung der Kohlenzüge des Bergwerks Fürst Leopold bis zu dessen Schließung im Jahre 2001.

### Bahnstrecke Duisburg–Quakenbrück
Am 1. Juli 1879 wurde die „Kohlenbahn“ Oberhausen-Osterfeld Nord–Coesfeld–Rheine–Quakenbrück (–Oldenburg–Nordsee) der Rheinischen Eisenbahn-Gesellschaft eingeweiht. Die Strecke blieb aber relativ bedeutungslos. Heute verkehrt hier der Regional-Express RE 14 Emscher-Münsterland-Express zwischen Coesfeld (Westf) und Essen mit Diesel-Triebwagen vom Typ Talent.
| Linie | Verlauf | Takt   |
| ----- | --- | ------ |
| RE 14 | Emscher-Münsterland-Express: Coesfeld (Westf) – Reken-Maria Veen – Reken – Reken-Klein Reken – Lembeck – Wulfen (Westf) – Hervest-Dorsten – Dorsten – Feldhausen – Gladbeck-Zweckel – Gladbeck West – Bottrop Hbf – Essen-Borbeck – Essen Hbf Stand: Fahrplanwechsel Dezember 2023 | 60 min |

### Bahnstrecke Winterswijk–Gelsenkirchen-Bismarck

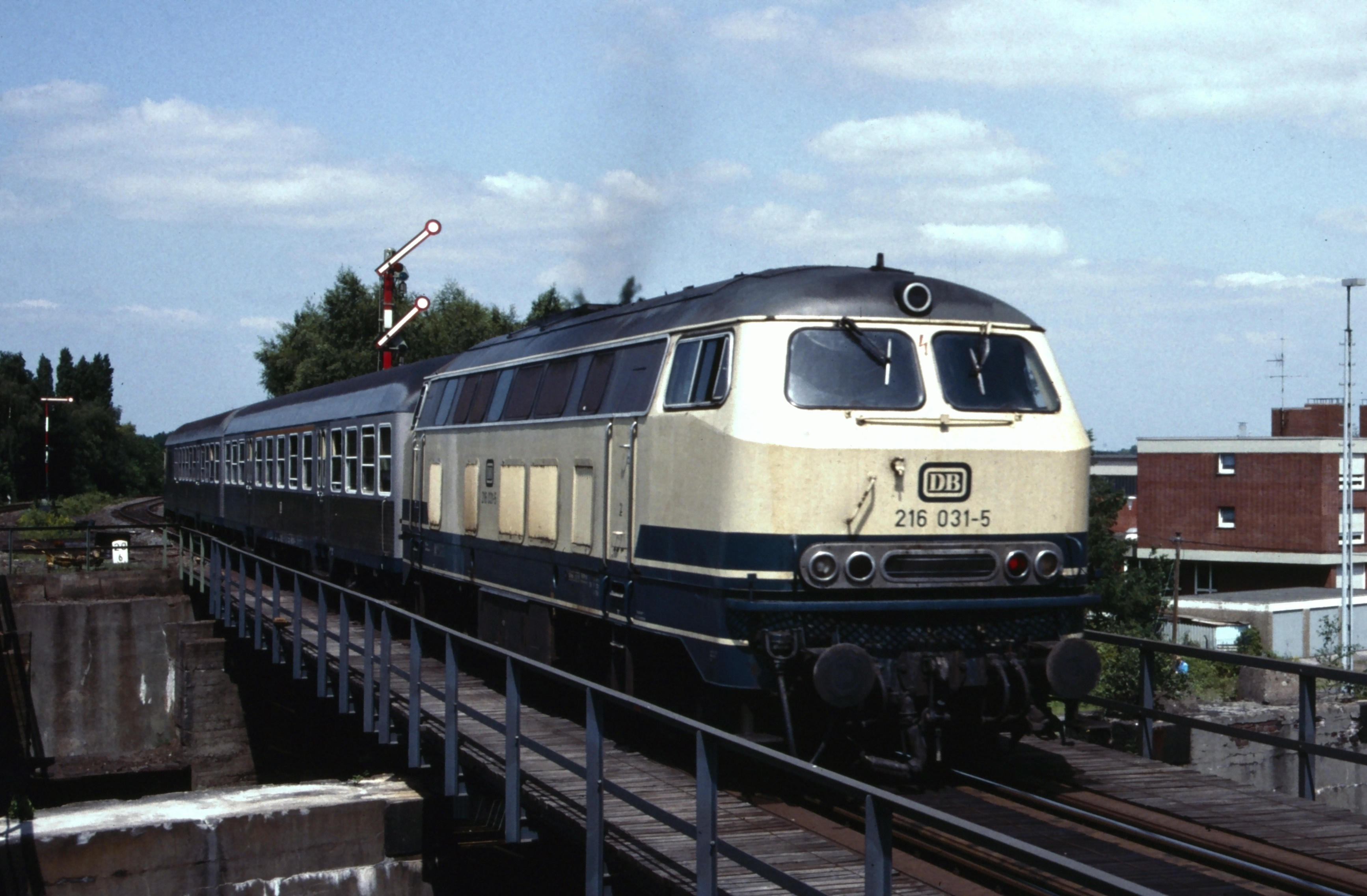
Personenzug nach Borken bei der Ausfahrt aus dem Bahnhof Hervest-Dorsten (1992)

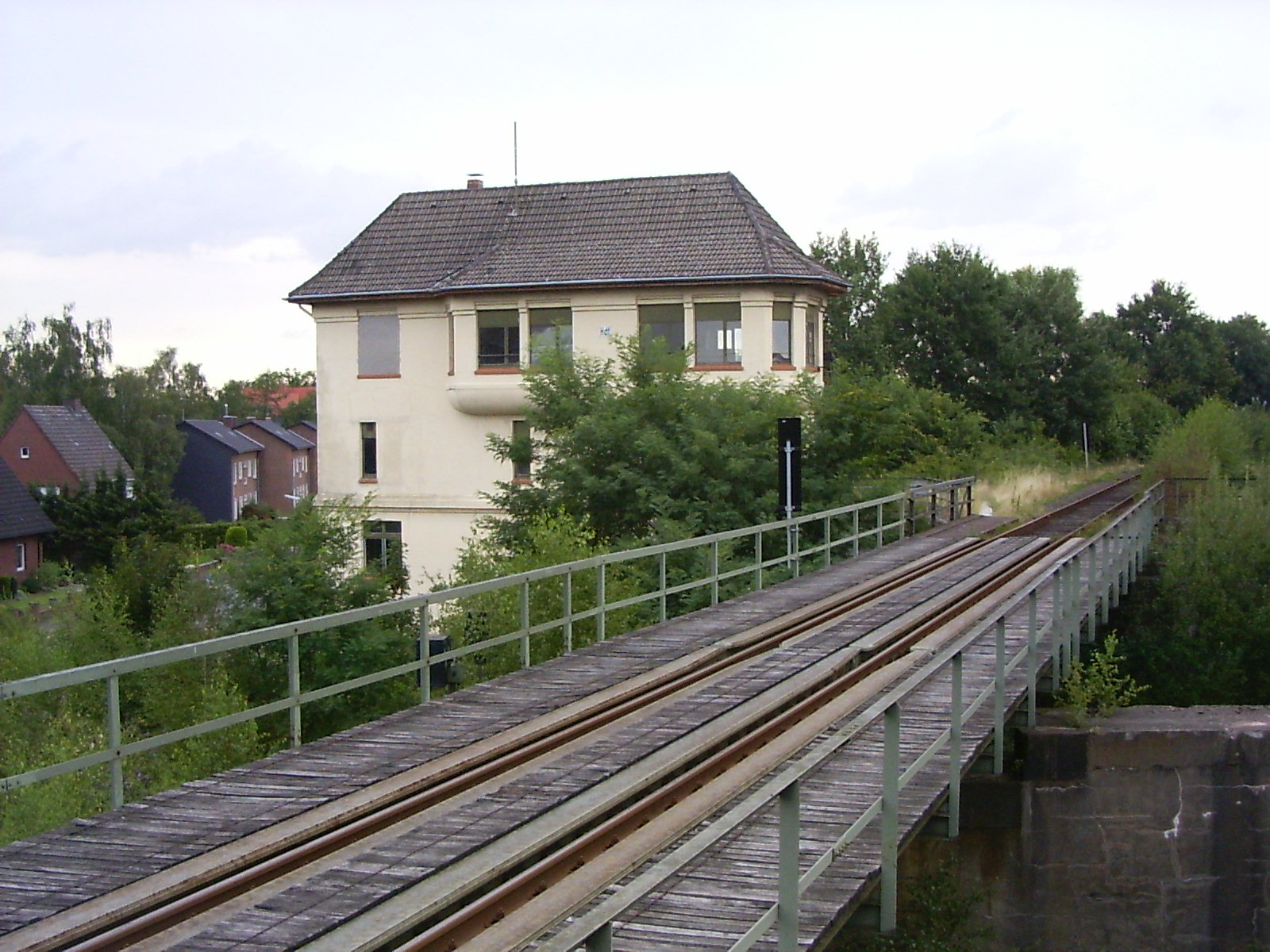
Fahrdienstleiterstellwerk „Hdf“

Am 21. Juni 1880 eröffnete die Niederländisch-Westfälische Eisenbahn-Gesellschaft die dritte und letzte Strecke: Winterswijk (Niederlande)–Borken–Hervest-Dorsten–Gelsenkirchen-Bismarck. Auch hier ging es um Kohleabfuhr, diesmal in die Niederlande, vornehmlich nach Amsterdam. Über Hervest-Dorsten verkehrt am Bahnsteig dieser Bahnstrecke der Regional-Express RE 14 Emscher-Münsterland-Express zwischen Borken (Westf) und Essen mit einem weiteren Linienast.
| Linie | Verlauf | Takt   |
| ----- | --- | ------ |
| RE 14 | Emscher-Münsterland-Express: Borken (Westf) – Marbeck-Heiden – Rhade – Deuten – Hervest-Dorsten – Dorsten – Feldhausen – Gladbeck-Zweckel – Gladbeck West – Bottrop Hbf – Essen-Borbeck – Essen Hbf Stand: Fahrplanwechsel Dezember 2023 | 60 min |

## Gebäude
Ende des 19. Jahrhunderts, nach dem Übergang zum Staatsbahnsystem, wurde am Kreuzungspunkt der drei Strecken ein Haltepunkt eingerichtet. Seine heutige Gestalt erhielt der Bahnhof 1908. Im südwestlichen Winkel des Streckenkreuzes nahm das neue Empfangsgebäude seinen Dienst auf. Ihm gegenüber lag im nordwestlichen Winkel bis 2007 das imposante Fahrdienstleiterstellwerk „Hdf“. Das Empfangsgebäude wird aber schon lange nicht mehr als solches genutzt. Seit 1983 dient es der Freien Christengemeinde Dorsten als Gemeindehaus. Es wurde 2010 von außen neu verputzt und isoliert.

## Verknüpfung mit anderen Verkehrsmitteln
In Bahnhofsnähe befinden sich die Haltestellen Frühförderstelle auf der Bismarckstraße sowie Paul-Spiegel-Berufskolleg der Vestischen Straßenbahnen. Diese werden von einigen Buslinien (Frühförderstelle: SB26, 276, 295, AST; Paul-Spiegel-Berufskolleg: 208, 274, NE8) bedient, welche ihn mit den umliegenden Stadtteilen Hervest und Holsterhausen sowie der Innenstadt (ZOB) verbinden.
| Linie   | Verlauf | Takt (Mo–Fr)        | Betreiber    |
| ------- | --- | ------------------- | ------------ |
| SB26    | Dorsten ZOB – Frühförderstelle – Hervest Gewerbegebiet Wenge West – Alt-Wulfen – Barkenberg – Brassert – Marl Mitte | 30 min              | Vestische    |
| 208     | Dorsten ZOB – Paul-Spiegel-Berufskolleg – Hervest – Alt-Wulfen – Wulfener Markt – Handwerkshof | 60 min (nur abends) | Vestische    |
| 274     | Dorsten ZOB – Paul-Spiegel-Berufskolleg – Hervest – Kiebeck – Dorfstraße | 30 min              | Vestische    |
| 276     | Holsterhausen Friedensplatz – Baldursiedlung – Marienviertel – Frühförderstelle – Dorsten ZOB – Hardt St.-Nikolaus-Kirche – Gahlener Str. | 30 min              | Vestische    |
| R21 295 | Dorsten ZOB – Frühförderstelle – Marienviertel – Holsterhausen Baldursiedlung – Deuten Mitte – Deuten – Rhade Rütherweg – Rhade Bf – Rhade Ort – Raesfeld-Erle – Raesfeld – Borken Bf Der Abschnitt Dorsten – Raesfeld-Erle ist VRR-Linie 295; sonn- und feiertags Verkehr nur zwischen Raesfeld-Erle und Borken | 60/120 min          | Westfalenbus |
| NE8     | Dorsten ZOB – Paul-Spiegel-Berufskolleg – Hervest – Alt-Wulfen – Wulfener Markt – Handwerkshof NachtExpress: In den Nächten von Freitag auf Samstag, Samstag auf Sonntag und vor Feiertagen | zwei Fahrten        | Vestische    |